# Nash Motors
Pour les articles homonymes, voir Nash.
Ne doit pas être confondu avec Frazer Nash.
 (septembre 2020).
Si vous disposez d'ouvrages ou d'articles de référence ou si vous connaissez des sites web de qualité traitant du thème abordé ici, merci de compléter l'article en donnant les références utiles à sa vérifiabilité et en les liant à la section « Notes et références ».
Nash Motors fut un constructeur automobile américain de Kenosha (Wisconsin).  Il fut fondé en 1914 et fusionna avec Kelvinator en 1938 donnant Nash-Kelvinator Corporation. En 1954, cette société s'unit avec Hudson Motor Car Company pour former American Motors Corporation (AMC), le quatrième plus grand constructeur automobile aux États-Unis. Après la fusion, la marque Nash continua jusqu'en 1957 mais par la suite les automobiles d'AMC furent connues sous la marque Rambler, l'un des produits les plus connus de Nash.

## Histoire

### Fondation

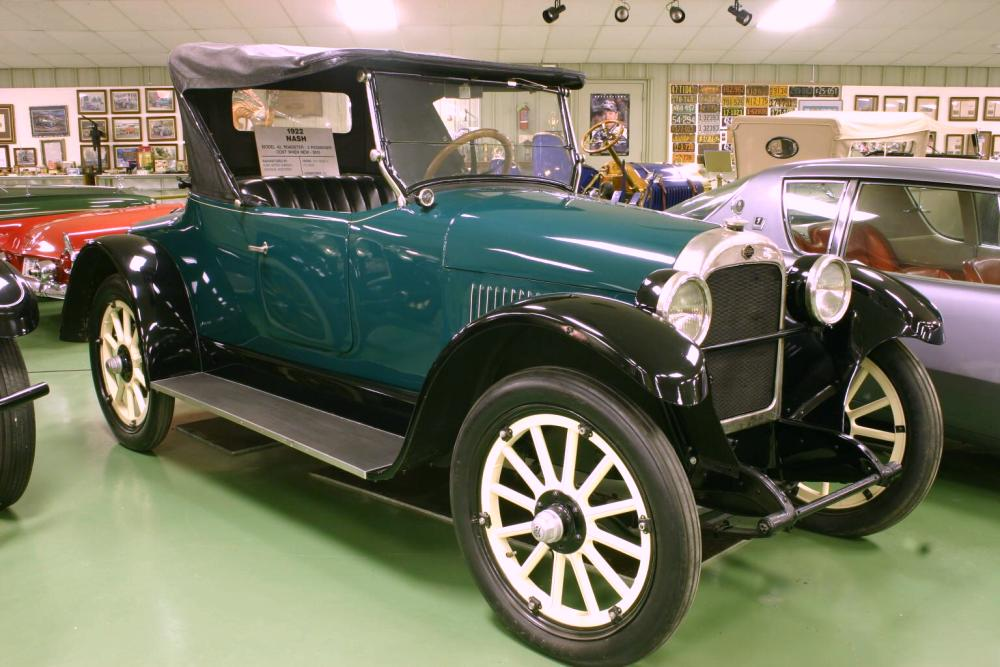
Nash Roadster Model 42 de 1922

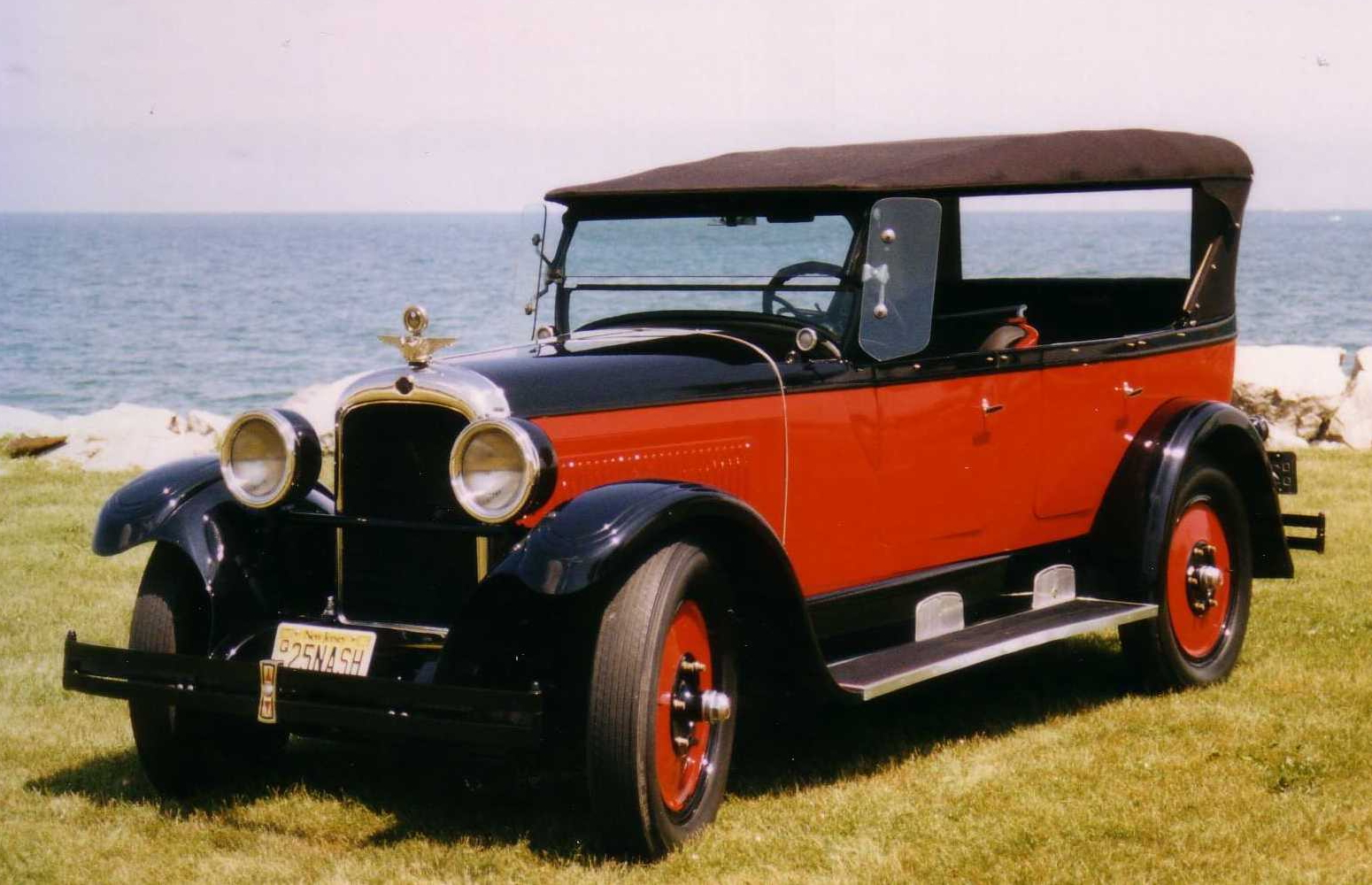
Nash de 1925

Nash Motors est fondée en 1916 par un ancien cadre de General Motors, Charles W. Nash (en), qui achète la Thomas B. Jeffery Company qui existe depuis 1902. Cette société est mieux connue pour son Jeffery Quad et les automobiles à prix abordable de marque Rambler qui continueront à faire le succès de Nash Motors durant plusieurs décennies auprès de la classe moyenne. 
Charles Nash a également eu la bonne idée d'engager Nils Erik Wahlberg (fi) un ingénieur en aérodynamique qui teste tous les nouveaux modèles dans des souffleries. Il développe ainsi la ventilation moderne des automobiles où l'air entre dans l'habitacle par des ouvertures, est refroidi ou réchauffé en passant le long des canalisations venant de l'appareil de climatisation ou de celui de refroidissement du moteur et ressort à l'arrière de l'automobile. Ce système permet de contrôler l'humidité et la pression d'air pour les passagers. 
Le slogan de Nash Motors durant les années 1920-1930 est « Donner au client plus qu'il n'en demande » et les innovations apportées par les services de conception ont tenu ce pari avec, entre autres, un moteur puissant à huit cylindres en ligne avec soupapes en tête, double bougies par cylindre et vilebrequin à neuf roulements à billes. En 1932, le modèle Ambassador Eight innove avec une boîte de vitesses manuelle synchronisée, un système central de graissage, une suspension ajustable par le conducteur et un différentiel arrière à vis sans fin.

### Création des Ajax

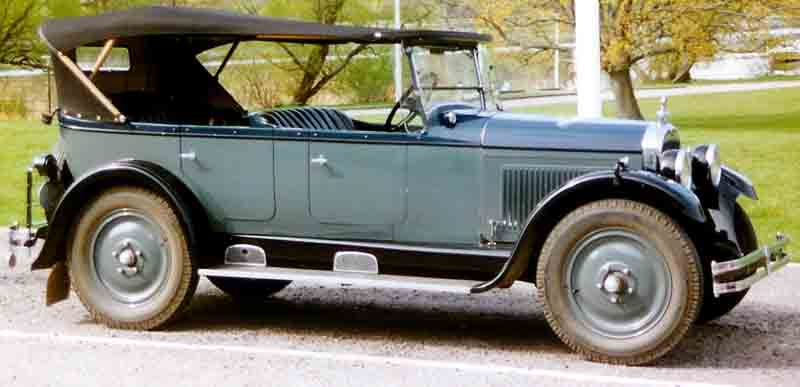
Nash Six Touring de 1927

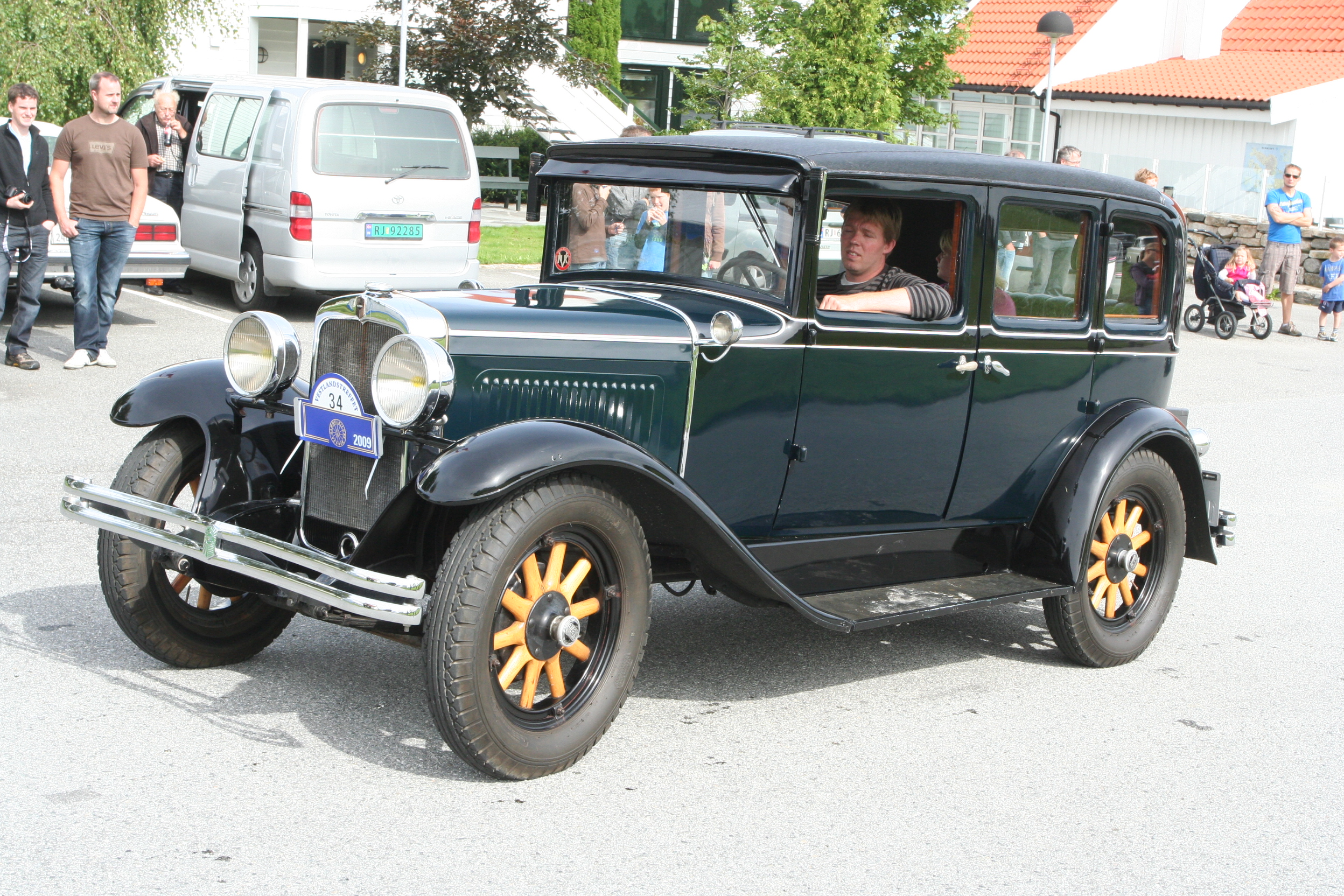
Nash 400 de 1929

Pour les modèles de 1925, Nash Motors crée la série Ajax à prix modique. Ayant un très bon rapport qualité/prix, elle est produite dans l'usine de Racine (Wisconsin) nouvellement acquise avec l'achat de Mitchell Motor Car Company fondée en 1903. Les ventes des Ajax n'atteignirent pas le niveau escompté et en juin 1926, le nom fut changé en Nash Light Six. La réputation du nom Nash redressa fortement les ventes comme on l'espérait. On offrit même gratuitement aux acheteurs de Ajax un nécessaire de modification pour qu'elles puissent arborer toutes les caractéristiques d'une Nash Light Six, dont un ensemble d'enjoliveurs, et ainsi garder leur valeur de revente. Grâce à ce coup publicitaire de Nash Motors, la compagnie a développé une admiration chez sa clientèle mais malheureusement les Ajax originales sont maintenant presque introuvables.

### Acquisition des LaFayette

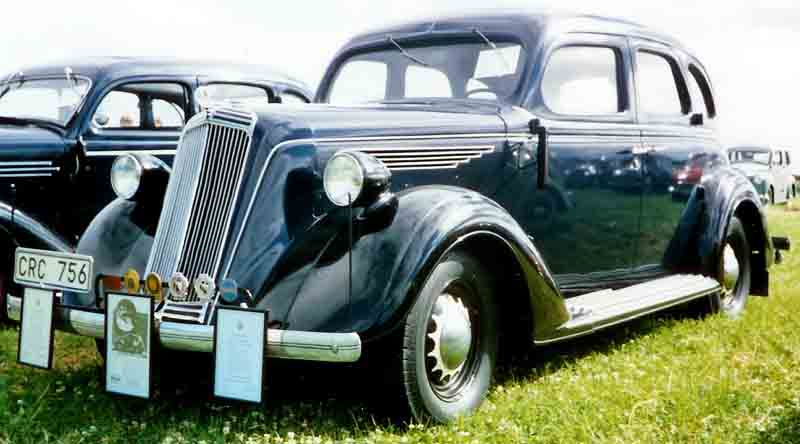
Berline quatre portes Nash Lafayette Séries 3610 de 1936

LaFayette Motors, un constructeur de grosses voitures de luxe, est fondé en 1920 par Nash Motors Company, Charles W. Nash et divers de ses amis. La compagnie commence sa production dans une usine de Indianapolis (Indiana), puis déménage à Milwaukee (Wisconsin). Ses automobiles dispendieuses trouvent peu de preneurs et en 1924, Nash Motors absorbe la compagnie et utilise son usine pour produire des Ajax. Cependant, la marque LaFayette est réintroduite en 1934 comme une série parallèle mais moins chère des Nash. En 1937, la marque devient un modèle de la série des Nash mais disparaît définitivement en 1941.

### George Mason et Nash-Kelvinator
Avant sa retraite, Charlie Nash demande à George W. Mason, président de Kelvinator, de le remplacer. Ce dernier accepte à la condition que Nash Motors devienne actionnaire majoritaire de son entreprise. Kelvinator est alors un fabricant de réfrigérateurs de haut de gamme et d'électroménagers et la fusion est la plus importante de l'époque pour deux compagnies n'œuvrant pas dans le même domaine. La nouvelle compagnie est formée le 4 janvier 1937 et se nommera Nash-Kelvinator Corporation. 
En 1938, l'expertise de Kelvinator permettra à Nash Motors d'offrir en option le système de climatisation sur certains de ses modèles, une première dans l'industrie. L'année suivante, on y ajoute un contrôle thermostatique. Encore en 1938, les constructeurs Nash, Studebaker et Graham offrent un changement de vitesse au tableau de bord grâce à une technique développée par la Evans Products Company C'est une première tentative d'enlever le bras de transmission du plancher et d'éliminer cet obstacle pour les jambes.
En 1936, Nash Motors introduit le « Lit-dans-l'auto ». Le dossier du siège arrière peut se rabattre complètement dans le coffre offrant un lit à deux adultes qui coucheront les pieds dans le coffre et la tête sur le siège arrière. En 1949, Nash change la disposition de cette option en utilisant le siège avant, au lieu de celui à l'arrière, ce qui permet à la couchette d'être entièrement dans l'habitacle. En 1950, le dossier est muni de plusieurs angles d'inclinaison permettant au conducteur et passager avant d'ajuster leur position de conduite ou de repos à l'arrêt. On les nomme « Sièges d'avion ».
Le style élancé, tiré de l'aérodynamique, fait également son entrée à cette époque. Nash Motors engage en 1939 George Walker and Associates et le styliste indépendant Don Mortrude pour concevoir ses trois séries d'automobiles : LaFayette, Ambassador Six et Ambassador Eight. En 1941, la Nash 600 sera la première automobile nord-américaine monocoque ce qui la rend plus légère que les autos à carrosserie-sur-châssis habituelles et cause moins de traînée. Elle offrait donc une excellente consommation d'essence pour l'époque et selon la rumeur, son nom 600 proviendrait du fait qu'elle pouvait rouler 600 milles (près de 960 km) avec son réservoir de 20 gallons US (environ 76 litres), soit une consommation 8 litres/100 km. 

#### Introduction de laNash Airflyte
L'aérodynamique Nash Airflyte est le premier modèle vraiment nouveau présenté après la Seconde Guerre mondiale. Dévoilé pour l'année-modèle 1949, ses contours élancés ont été étudiés en soufflerie par Nils Wahlberg pour minimiser la traînée, incluant des roues avant partiellement cachées par les ailes et des pare-chocs collés à la carrosserie. L'auto est large et basse sur route et fait partie de la catégorie des grosses voitures. Elle comporte plus d'espace dans l'habitacle que son prédécesseur de 1948, mais son rayon de braquage est plus grand que pour les autres automobiles à cause de la limitation imposée par les ailes recouvrant les roues de direction. 
Le modèle est redessiné pour l'année 1952 et nommé Golden Airflytes en l'honneur du cinquantième anniversaire de la compagnie (anniversaire d'or), en incluant les années de son ancêtre la Thomas B. Jeffery Company. Leurs lignes étaient plus modernes que celles du modèle initial qui avait reçu le surnom de « baignoire à l'envers ». Le slogan « De magnifiques autos depuis 1902 » devint ainsi un des slogans publicitaires de Nash. 

#### Compactes
Le président de la compagnie, George Mason, pressentait que le marché de la petite voiture serait la meilleure chance d'augmenter sa clientèle et il demanda à ses concepteurs de créer la première auto compacte de l'après-guerre. Pour 1950, Nash dévoila ainsi la Rambler (en) construite dans ses usines et en 1954, en association avec Austin Motor Company de Grande-Bretagne, l'importation de la Nash Metropolitan (en).

#### Auto sportive
Mason s'est associé avec Donald Healey, un enthousiaste des automobiles, pour créer la Nash-Healey en 1951. Il s'agissait de la première automobile sport construite depuis la Grande Dépression de 1929. L'accord original stipulait que les deux firmes participaient au projet : Healy fournissant la carrosserie et le châssis alors que Nash s'occupant des composantes mécaniques. Le modèle devait être assemblé par Healy au Royaume-Uni mais dès la seconde année de production, le dessin de la carrosserie fut sous-traitée à l'italien Pinin Farina par Healy. Ainsi Healy recevait les pièces de Nash qu'il montait en Angleterre sur son châssis, envoyait le tout en Italie pour recevoir la carrosserie et le produit final était retourné aux États-Unis. 

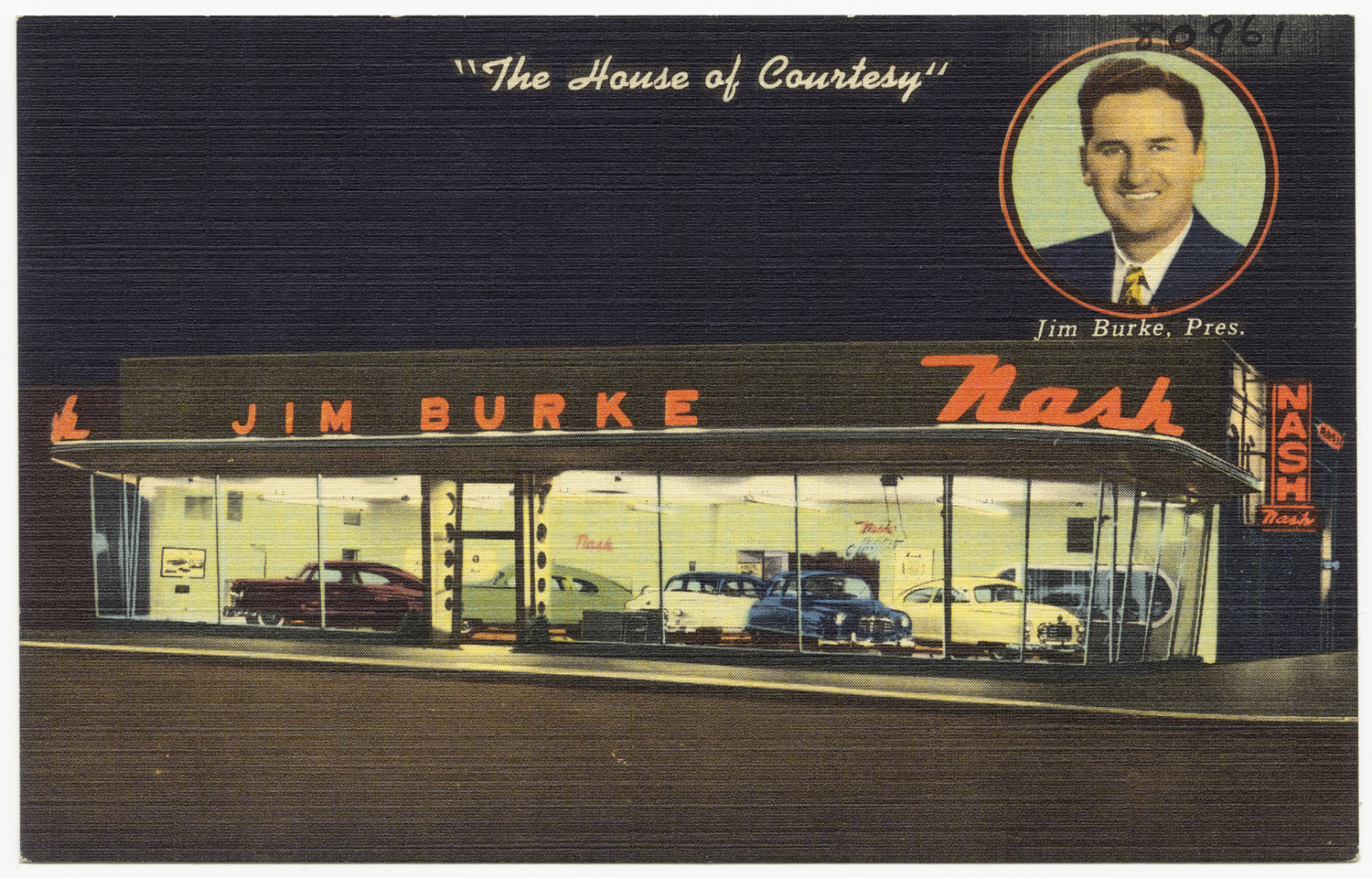
Concessionnaire Nash en Alabama, environ 1930-1945.

Devenant le coût important de ce modèle et l'emphase de Nash sur les modèles Rambler, seulement 506 Nash-Healey furent produites et on termina la production après l'année-modèle 1954. Cependant, George Mason engagea Pinin Farina pour dessiner la remplaçante de ce modèle que l'on nomma la Nash Palm Beach mais qui n'alla jamais plus loin que le stade d'auto de démonstration. Malgré tout, plusieurs Nash Healy participèrent aux 24 heures du Mans en 1953 ainsi qu'une Nash Palm Beach modifiée. Toutes celles participant à la série Sports 3000 finirent la course et deux Healey remportèrent la première et seconde place. Dans les courses de catégories de 5000 cm3 et plus, plus prestigieuses, la Nash-Healy ne put terminer la course à cause de problème de pression d'huile et ce fut une Jaguar (Sports 5000) et un Cunningham (Sports 8000) qui remportèrent.

### Création d'American Motors

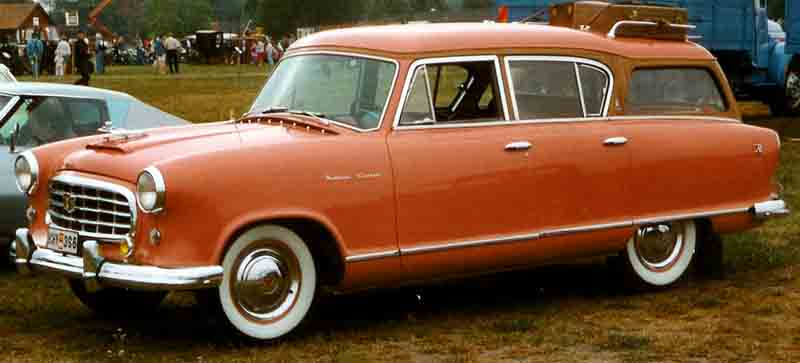
Familiale Nash Rambler de 1955

George W. Mason, avait la ferme conviction que les constructeurs indépendants qui restaient en Amérique du Nord devaient fusionner face aux trois grands de l’industrie : General Motors, Ford et Chrysler. En janvier 1954, il fut donc le chef d’orchestre de la fusion  avec la Hudson Motor Car Company  pour former American Motors. Le président d’Hudson, A.E. Barit, demeura comme consultant et obtint un siège au conseil d’administration de la nouvelle compagnie alors que Masson devint le premier président et directeur général. 
American Motors combine d’abord la fabrication des modèles de Nash et Hudson dans ses usines en 1955 tout en gardant les réseaux de ventes indépendants. Le modèle Rambler est leur meilleur vendeur et AMC produit une version pour chaque marque. D'autre part, les modèles de Nash, comme la  Statesman et l’Ambassador, voient une version développée pour Hudson sous les noms de Wasp (Guêpe) et Hornet (Frelon). Chaque version partage un châssis commun mais varient grandement dans leur finition et dans leur moteur. À partir de l’année de production 1958, les bannières Nash et Hudson furent abandonnées en faveur du nom Rambler très populaire.  Ainsi les Nash Ambassador et Hudson Hornet, construit sur une plateforme allongée de la Rambler, devinrent l’Ambassador de Rambler.
American Motors fera l'acquisition de la marque Jeep de Kaiser-Jeep Corporation (précédemment Willys-Overland) de Kaiser Industries ce qui ajouta les fameux camions légers et tout-terrains à l’offre de la compagnie à la fin des années 1960. AMC connaîtra de sérieuses difficultés financières au tournant des années 1980 et devra s'associer avec le groupe Renault. Ne pouvant résoudre ces problèmes, Renault, devenu actionnaire majoritaire, devra se résoudre à vendre AMC à Chrysler Corporation ce qui terminera définitivement la carrière de Nash car son usine vétuste de Kenosha sera fermée.